# ファン・アントニオ・ロドリゲス
フアン・ロドリゲス（JUAN Antonio RODRIGUEZ Villamuela , 1982年4月1日 - ）はスペイン・マラガ出身の元サッカー選手。現役時代のポジションはミッドフィールダー。

## 経歴
マラガCFのユース出身である。2003年9月28日のRCDエスパニョール戦でトップチームデビューした。2003-04シーズンは主にBチームでプレーし、トップチームでの出場は2試合だった。2004-05シーズンはシーズンを通してトップチームでプレーし、リーグ戦で5得点を記録した。2006年7月13日、マラガCFがセグンダ・ディビシオン（2部）に降格したためにデポルティーボ・ラ・コルーニャに移籍した。サイドでもプレー可能だが、センターハーフを得意とする。するすると上がり、サイドからのクロスにタイミング良く合わせる技術に長ける。

## 所属クラブ
- 2003-2006  マラガCF
- 2006-2011  デポルティーボ・ラ・コルーニャ
- 2011-2016  ヘタフェCF
- 2016-2017  RCDマヨルカ